# La Fortaleza (Teneriffa)

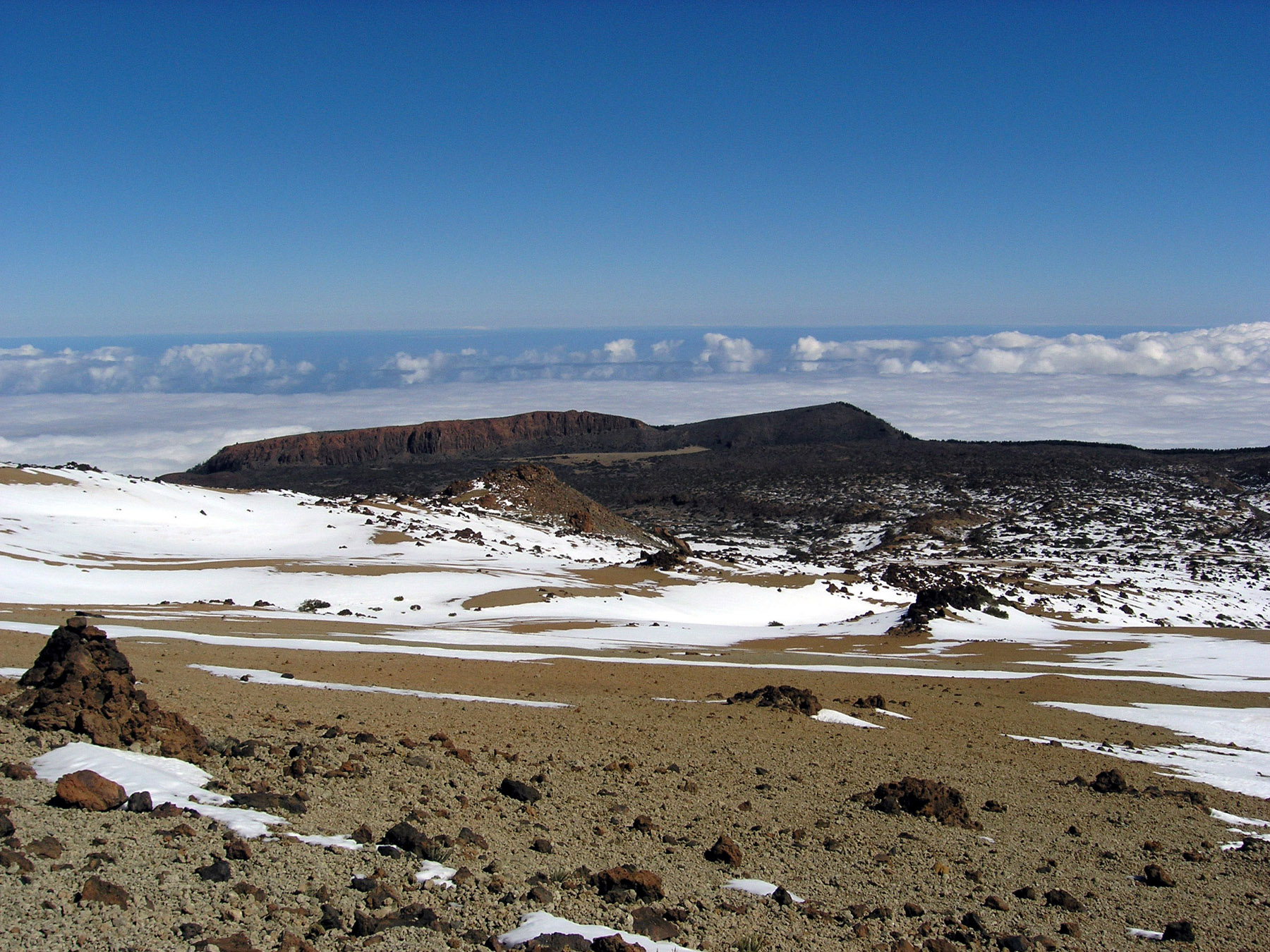
Blick von der Montaña Blanca auf die La Fortaleza (links) und El Cabezón

La Fortaleza ist ein Berg auf der Kanareninsel Teneriffa. Er bildet mit dem benachbarten El Cabezón (2174 msnm) den nördlichsten Teil der den Kessel Las Cañadas im Osten einrahmenden Bergkette. Zugleich ist er Teil der Ladera de Tigaiga, die sich zwischen zwei durch gewaltige Bergstürze entstandenen weiten Tälern, dem Orotava-Tal im Osten und dem Tal von Icod im Westen, bis zur Nordküste Teneriffas hinzieht. Die Fortaleza erreicht eine Höhe von 2164 m und fällt im Süden zur Cañada de Los Guancheros steil um bis zu 125 m ab.
Ihre isolierte Lage macht die Fortaleza zu einem hervorragenden Aussichtsberg innerhalb des Teide-Nationalparks. Neben dem Teide mit der Montaña Blanca, dem Observatorio del Teide auf dem Izaña sowie weiteren Gipfeln am Rand der Cañadas-Hochebene sind der waldreiche Norden Teneriffas oder das sich dort ausbreitende Wolkenmeer und am Horizont die Nachbarinsel La Palma zu sehen. Vom Besucherzentrum El Portillo kann der Berg über die Wanderwege Sendero Nr. 1, Nr. 29 und Nr. 36 erstiegen werden. Teile des Gipfelplateaus sind aus Naturschutzgründen gesperrt.
Am südlichen Fuß der Fortaleza findet man zahlreiche Exemplare von Wildprets Natternkopf (Echium wildpretii). Die auf Teneriffa und La Palma endemische Pflanze, die eine Wuchshöhe von bis zu drei Metern erreicht, zeigt ihren roten, kegelförmigen Blütenstand von Mitte Mai bis Anfang Juli.